# Atelomastix nigrescens
Atelomastix nigrescens är en mångfotingart som beskrevs av Carl Graf Attems 1911. Atelomastix nigrescens ingår i släktet Atelomastix och familjen Iulomorphidae. Inga underarter finns listade i Catalogue of Life.